# Wireonek czerwonooki
Wireonek czerwonooki (Vireo olivaceus) – gatunek niewielkiego ptaka wędrownego z rodziny wireonkowatych (Vireonidae). W sezonie lęgowym zamieszkuje Amerykę Północną, zimuje w Ameryce Południowej. Bardzo liczny, nie jest zagrożony.

## Występowanie
Zamieszkuje wschodnie i środkowe USA oraz pas południowej Kanady od Atlantyku po Pacyfik. Zimuje w Ameryce Południowej na wschód od Andów, na południu po Urugwaj i północno-wschodnią Argentynę.
Odnotowuje się jego pojawienia w Europie, najliczniejsze w Wielkiej Brytanii i Irlandii. W Polsce stwierdzony tylko raz, w październiku 2000 roku w Darłówku; ptak został schwytany i sfotografowany w punkcie obrączkowania.

## Systematyka
Obecnie Vireo olivaceus jest uznawany za gatunek monotypowy. W starszym ujęciu systematycznym do taksonu tego zaliczano także 9 podgatunków zamieszkujących Amerykę Południową. Na podstawie szczegółowych badań (Battey & Klicka, 2017) wydzielono południowoamerykańskie podgatunki do odrębnego gatunku o nazwie wireonek białobrewy (Vireo chivi).

## Morfologia
WyglądWierzch ciała ciemnooliwkowy, spód jasny. Szara czapeczka, biała brew, czerwona tęczówka. Obie płci ubarwione jednakowo.
Wymiary średniedługość ciała ok. 13,8–15,6 cm
rozpiętość skrzydeł około 25 cm
masa ciała ok. 12–25,1 g

## Ekologia i zachowanie

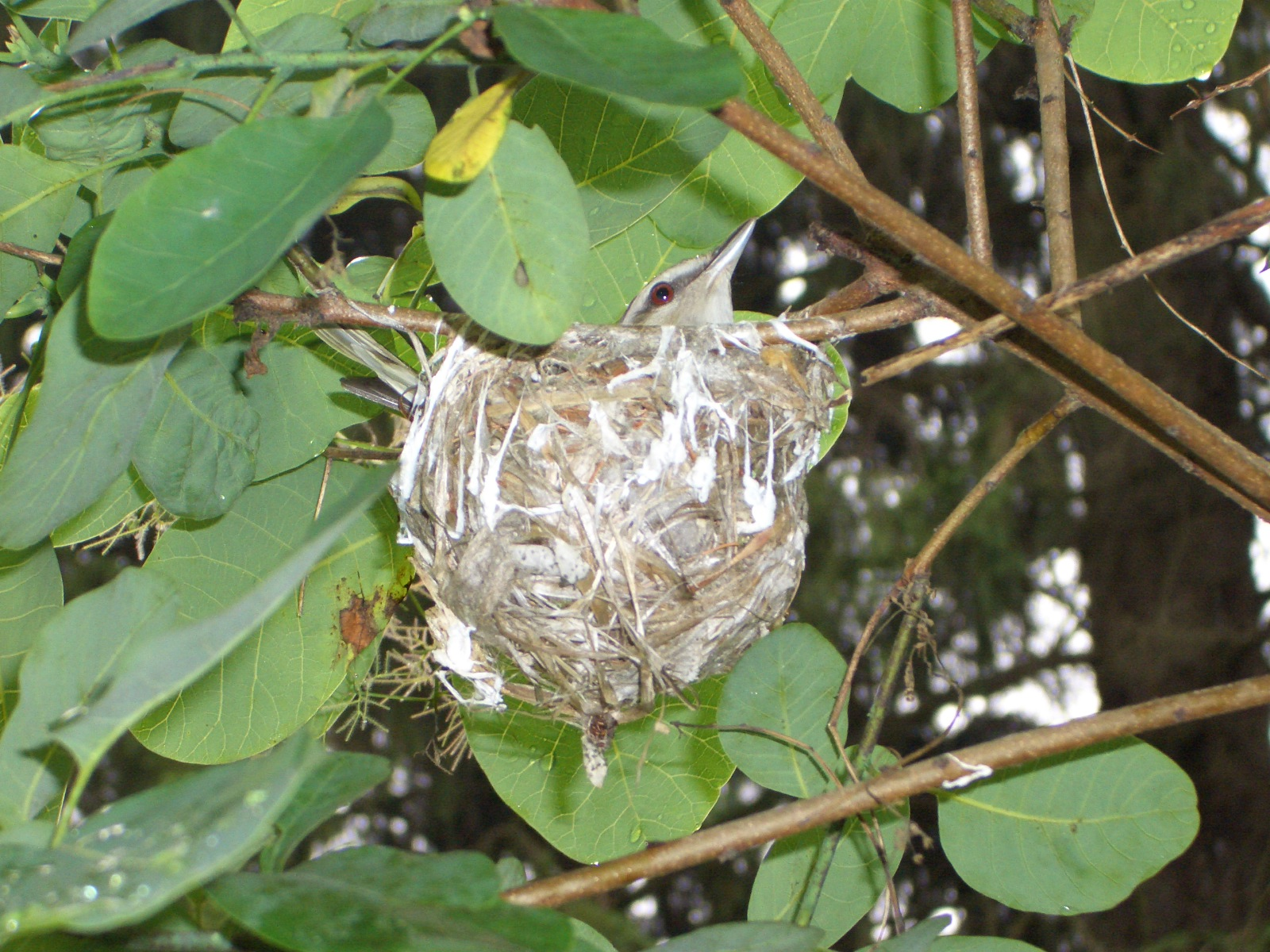
Ptak w gnieździe

BiotopLasy, zarówno liściaste, jak i mieszane, z gęstym piętrem koron. Występują od poziomu morza do około 2000 m n.p.m. (w Górach Skalistych). Na zimowiskach preferują lasy tropikalne, zarośla wtórne, plantacje i skraje lasów, maksymalnie do 3000 m n.p.m.
GniazdoW rozwidleniu gałęzi. Ma kształt kubeczka, zbudowane jest z traw, gałęzi, korzeni, fragmentów kory i pajęczyn. Wyściółkę stanowią trawy, igły sosnowe, niekiedy sierść.
JajaLęg w okresie od środka kwietnia do sierpnia, jaja w liczbie 3 do 5 (zazwyczaj 4).
Wysiadywanie, pisklętaJaja wysiadywane przez okres 11 do 14 dni przez samicę. Młode są karmione przez oba ptaki z pary; po wykluciu ważą 1,5–1,8 g. Pisklęta opuszczają gniazdo po 10 do 12 dniach, a po kolejnych 25 przestają być karmione przez rodziców i uzyskują samodzielność.
PożywienieWiosną i latem głównie owady i inne stawonogi wzbogacone pokarmem roślinnym; zimą zjada niemal wyłącznie owoce.

## Status i ochrona
Międzynarodowa Unia Ochrony Przyrody (IUCN) uznaje wireonka czerwonookiego za gatunek najmniejszej troski (LC – Least Concern). Jest to ptak wyjątkowo liczny – w 2017 roku, jeszcze przed podziałem na dwa odrębne gatunki, szacowano liczebność populacji na 180 milionów dorosłych osobników. Trend liczebności populacji uznawany jest za wzrostowy.
W Polsce podlega ścisłej ochronie gatunkowej.